# Scott Foley
Scott Kellerman Foley (ur. 15 lipca 1972 w Kansas City) – amerykański aktor, reżyser i producent filmowy. Szczególnie znany z serialu Felicity.

## Życiorys

### Wczesne lata
Urodził się w Kansas City w stanie Kansas jako najstarszy z trzech synów Connie Foley i Hugh Foleya, bankiera. Jego rodzina miała pochodzenie irlandzkie, a także szkockie, angielskie, niemieckie i portugalskie. Ma dwóch młodszych braci: Seana, doradcę w Colby College w Maine, i Chrisa, pracownika Korpusu Pokoju w Paragwaju. Ze względu na pracę ojca dzieciństwo spędził w Sydney i potem cztery i pół roku w Tokio. W 1983 rodzina zamieszkała w St. Louis w stanie Missouri. W 1987, gdy miał piętnaście lat, zmarła jego matka.
Po ukończeniu szkoły średniej w St. Louis kupił bilet w jedną stronę do Los Angeles. Miał jasno sprecyzowany cel – chciał zostać aktorem.

### Kariera
Na ekranowy debiut czekał sześć lat, pracując jako kelner w restauracjach Mrs. Fields Cookies, sprzedawca ubezpieczeń w firmie ubezpieczeniowej, a nawet pielęgniarz nocnej zmiany w centrum medycznym Uniwersytetu Kalifornijskiego. Uczęszczał także na lekcje aktorstwa i chodził na różne przesłuchania.
Wystąpił gościnnie w sitcomie Słodka dolina (Sweet Valley High, 1995), telewizyjnej komedii kryminalnej ABC Niebezpieczna piękność (Crowned and Dangerous, 1997) z Yasmine Bleeth i George'em Eadsem, sitcomie ABC Krok za krokiem (Step by Step, 1997) i serialu Jezioro Marzeń (Dawson's Creek, 1998). Zadebiutował na kinowym ekranie rolą reżysera Romana Bridgera, przyrodniego brata Sidney (Neve Campbell) w sequelu filmu Wesa Cravena Krzyk 3 (Scream 3, 2000). Sympatię telewidzów zyskał jako Noel Crane w serialu Felicity (1998-2002).

### Życie prywatne
19 października 2000 ożenił się z Jennifer Garner, z którą się rozwiódł 30 marca 2003. Od 2004 roku spotykał się z amerykańską aktorką polskiego pochodzenia Mariką Domińczyk, którą poślubił 5 lipca 2007 roku na Hawajach. Mają córkę Malinę Jean (ur. w listopadzie 2009) oraz dwóch synów - Kellera Aleksandra (ur. 17 kwietnia 2012) i Konrada (ur. 13 listopada 2014).

## Reżyser
- Felicity (1998–2002)
- Detektyw Monk (pilot) (Monk, 2002)

## Obsada aktorska
- Crowned and Dangerous (1997) – Matt
- Zawsze będę Cię kochać (Forever Love, 1998) – Dawid
- Jezioro marzeń (Dawson's Creek, 1998–2003) – Cliff Elliot
- Felicity (1998–2002) – Noel Crane
- Someone to Love Me: A Moment of Truth Movie (1998) – Ian Hall
- Self Storage (1999) – Zack Griffey
- Krzyk 3 (Scream 3, 2000) – Roman Bridger
- Rennie's Landing (2001) – Casey Shepard
- Ciśnienie (Below, 2002) – Porucznik Coors
- A.U.S.A. (2003) – Adam Sullivan
- Jednostka (2006) – Bob Brown
- Chirurdzy (Grey's Anatomy, 2010-2011) - Henry Burton
- Scandal - Jake Ballard (2012 - )
- True Blood - Patrick Devins (2011- )
- Scrubs - Sean Kelly (2001-2010)
- Krzyk 7 (Scream 7, 2026) – Roman Bridger

## Producent filmowy
- A.U.S.A. (2003)